# Делинь, Пьер
Пьер Рене́ Дели́нь (фр. Pierre René, vicomte Deligne; род. 3 октября 1944, Брюссель) — бельгийский математик. Знаменит работами по гипотезам Вейля, которые были полностью доказаны в 1973 году.

## Биография
Пьер Рене Делинь родился в Брюсселе, учился в Брюссельском свободном университете.
После защиты докторской диссертации под руководством Александра Гротендика Пьер Делинь работал вместе с ним в Институте высших научных исследований под Парижем, сначала — над обобщением основной теоремы Зарисского при помощи теории схем. В 1968 году работал с Жан-Пьером Серром.
Также он сотрудничал с Дэвидом Мамфордом по вопросам описания пространств модулей кривых.
Самой известной работой Делиня является его доказательство третьей (и последней из недоказанных) гипотезы Вейля.
С 1970 по 1984 годы, работая в США в Институте перспективных исследований (Принстон, штат Нью-Джерси), оставался при этом постоянным сотрудником Института высших научных исследований.
Здесь он выполнил многие важные работы, лежащие вне проблематики алгебраической геометрии.
Подписал «Предупреждение учёных человечеству» (1992).

## Признание
В 2006 году бельгийский король произвёл его во дворянство, присвоив титул виконта.
Пьер Делинь является иностранным членом Французской академии наук (1978), Национальной академии наук США (2007), Шведской королевской академии наук (2009), Российской академии наук (2016).

### Конкурс Делиня
Получив в 2004 г. премию Бальцана, по регламенту которой половина средств должна быть потрачена на поддержку молодых учёных, Пьер Делинь учредил конкурс для молодых математиков России, Украины и Белоруссии. Победителям конкурса выплачивалась трёхгодичная стипендия. Делинь являлся сопредседателем жюри, специально собранного для данного конкурса из известных российских математиков. В последний раз конкурс был проведён в 2009 г., уже частично на собственные средства Делиня.
Проводящийся с 2006 года конкурс молодых математиков фонда «Династия» имеет похожие правила. Состав жюри этого конкурса почти полностью совпадает с составом жюри конкурса Делиня, сам Делинь также является его сопредседателем (вместе с В. А. Васильевым).

## Награды
- 1978 год — Филдсовская премия
- 1988 год — Премия Крафорда от Шведской королевской академии наук
- 2004 год — Премия Бальцана
- 2008 год — Премия Вольфа по математике
- 2013 год — Абелевская премия

## Избранные труды
- Deligne, Pierre. La conjecture de Weil: I (неопр.) // Publications Mathématiques de l'IHÉS. — 1974. — Т. 43. — С. 273—307.
- Deligne, Pierre. La conjecture de Weil: II (неопр.) // Publications Mathématiques de l'IHÉS. — 1980. — Т. 52. — С. 137—252.
- Deligne, Pierre; Mostow, G. Daniel. Commensurabilities among Lattices in PU(1,n) (неопр.). — Princeton, N.J.: Princeton University Press, 1993. — ISBN 0691000964.